# Golia & Melchiorre
Golia & Melchiorre è il quarto album del cantautore novarese Bugo, uscito nel 2004.
L'opera è composta da due dischi distinti per intenti e musicalità. Il primo, Arriva Golia!, contiene canzoni elettroniche dai toni sperimentali e dai testi surreali, mentre il secondo, La gioia di Melchiorre, presenta brani folk nei quali Bugo canta testi più intimi accompagnato principalmente da chitarra acustica e armonica. Tuttavia viene considerato dal cantautore come due dischi insieme e non un doppio disco.
Per Golia & Melchiorre Bugo si è avvalso della collaborazione di Riccardo Gamondi (Rico dei Uochi Toki, che già lo aveva accompagnato per delle date live, per il primo album elettronico e del bluesman Joe Valeriano, per il secondo album folk registrato su un 8-piste a bobine in casa di Bugo.

## Tracce

### Arriva Golia!
1. Carla è Franca
2. Alleluia 1 rep
3. Hasta la schiena siempre
4. Un altro conato
5. Caramelle
6. Devo fare un brec
7. Mezzora prima di morire
8. Il sintetizzatore
9. Spargimento di sangue
10. Notte giovane

### La gioia di Melchiorre
1. Cosa fai stasera
2. Non mi arrabbio mai
3. Guardo su
4. Rimbambito
5. Sentirsi da cane
6. Che diritti ho su di te
7. Se avessi 50 anni
8. Iperblues 2
9. In grado
10. Quando vai via
11. Alleluia

## Formazione
- Bugo - voce, chitarra, sintetizzatori, basso, batteria, produzione
- Christian Dondi - batteria (in Carla è Franca), cori (in Devo fare un brec)
- Riccardo Gamondi - campionatore (in Hasta la schiena sempre), rumori (in Il sintetizzatore), sintetizzatore (in Hasta la schiena sempre), cori (in Devo fare un brec)
- Enrico Decolle - chitarra acustica (in Cosa fai stasera e Che diritti ho su di te)
- Joe Valeriano - chitarra acustica (in Cosa fai stasera, Se avessi 50 anni e Iperblues 2), chitarra slide (in Guardo su e Iperblues 2), contrabasso (in Non mi arrabbio mai e Guardo su), cori (in Non mi arrabbio mai, Se avessi 50 anni e Iperblues 2)
- Fabio Bielli - chitarra elettrica (in Caramelle)
- Stefania Pedretti - cori (in Sentirsi da cane)
- Roberto Rizzo - fischio (in Mezzora prima di morire), rumori (in Notte giovane), sintetizzatore (in Spargimento di sangue)
- Luca Galoppini - percussioni (in Mezzora prima di morire), rumori (in Devo fare un brec)
- Massimiliano Sartor - voce narrante (in Caramelle), cori (in Il sintetizzatore)
- Andrea Caccia - voce robotica (in Devo fare un brec)